# Mistrzostwa Europy w Piłce Ręcznej Mężczyzn 2018 (składy)
Artykuł grupuje składy męskich reprezentacji narodowych w piłce ręcznej, które wystąpią podczas Mistrzostw Europy w Piłce Ręcznej Mężczyzn 2018 rozgrywanych w Chorwacji od 12 do 28 stycznia 2018 roku.

## Informacje ogólne
Szerokie składy liczące maksymalnie dwudziestu ośmiu zawodników zostały ogłoszone przez EHF 5 grudnia 2017 roku. Na dzień przed rozpoczęciem zawodów reprezentacje podadzą oficjalne szesnastoosobowe składy, z którego w trakcie turnieju mogą wymienić maksymalnie dwóch zawodników w każdej fazie: grupowej, pucharowej i podczas finałowego weekendu.